# Supercruise

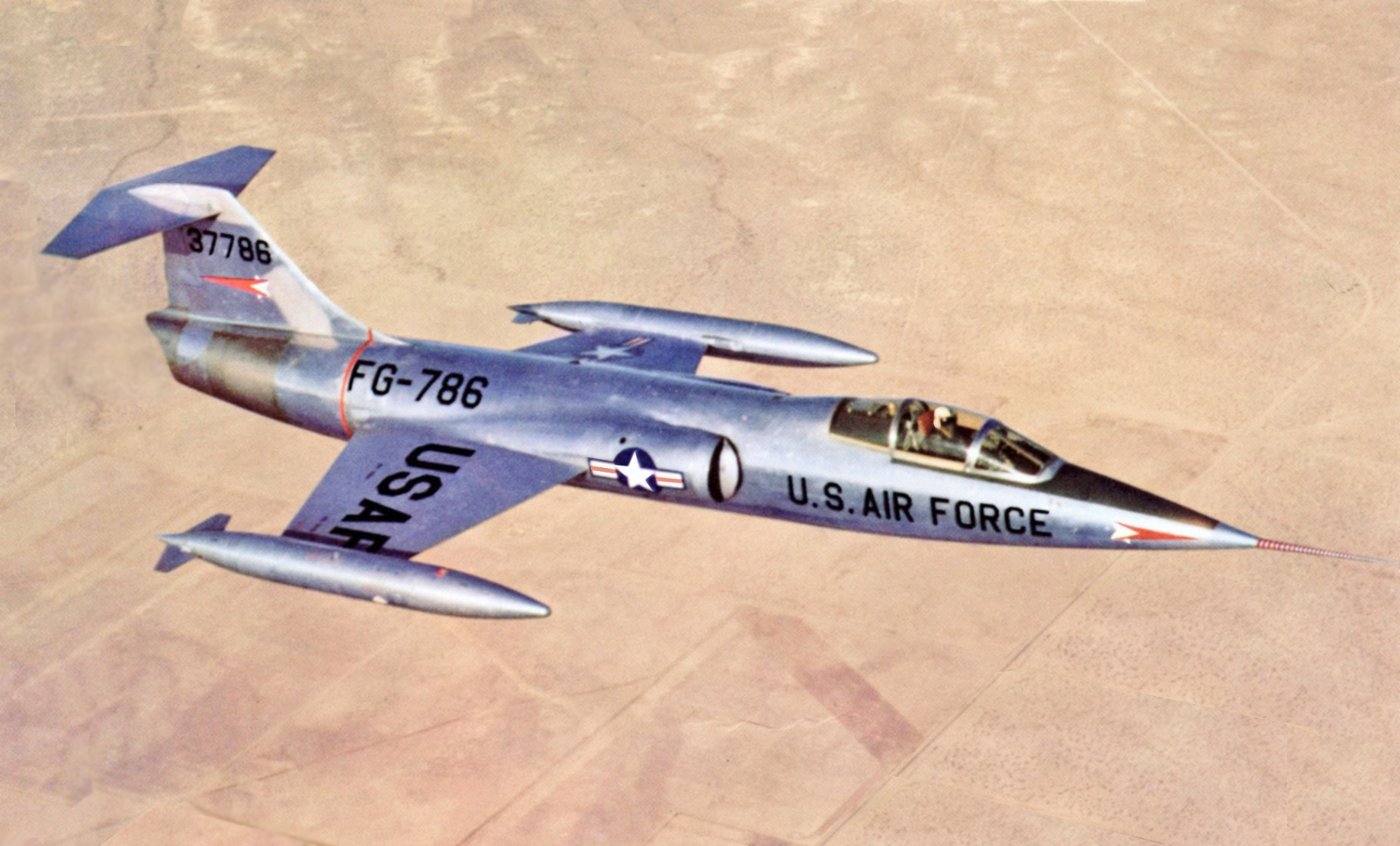
Überschalloptimierter Starfighter

Als Supercruise bezeichnet man die Fähigkeit eines Flugzeuges, ohne Nachbrenner dauerhaft (länger als 20 Minuten) schneller als der Schall zu fliegen. Der Begriff supersonic cruise, also Überschallreiseflug, wurde in den 1970er Jahren im Zusammenhang mit zivilen Passagierflugzeugen verwendet, die über lange Strecken mit Überschallgeschwindigkeit fliegen sollten. Nur die Concorde und Tupolews letzte Version der Tu-144LL erreichten dieses Ziel. Da Kampfflugzeuge selten stets geradeaus fliegen, wird in der Forschung auch der Begriff supersonic cruise and maneuver verwendet.

## Idee aus den 1980ern
Eine Gruppe von Offizieren und Analysten der US Air Force griff die Supercruise-Fähigkeit auf und verlangte um 1980 einen supercruising fighter, der 20–30 Minuten bzw. 200–300 NM mit Mach 1,4–1,5 ohne Nachbrenner fliegen könne.
Das Flugzeug sollte nur ein Triebwerk haben und kleiner als eine F-5E sein. Ein Schub-Gewicht-Verhältnis von über 1:1 im Trockenschub mit Kampfbeladung und 1,2:1 mit Nachverbrennung waren anvisiert. Da das Flugzeug so billig wie möglich sein sollte, sollte das Turbojet-Triebwerk mit drei bis vier Kompressorstufen nur ein Gesamtdruckverhältnis von 10:1 bis 12:1, eine Turbineneintrittstemperatur von etwa 1400 K und ein Schub-Gewicht-Verhältnis von über 10:1 haben. Eine komplizierte Avionik wie Radar wurde für überflüssig erachtet; die Bewaffnung sollte aus infrarotgelenkten Sidewinder-Raketen und Anti-Radar-Sparrows (Brazo) bestehen. Um trotz des hohen spezifischen Verbrauchs des Low-Tech-Triebwerks eine akzeptable Reichweite zu bekommen, wurde ein Treibstoffmassenanteil von 0,40 angestrebt. Als Tragflügel wurde ein schwanzloser Delta oder Doppeldelta vorgeschlagen. Die Idee wurde von der Rüstungsindustrie aufgegriffen und weiterentwickelt. Folgende Vorteile wurden identifiziert:
- Größere Ausdauer im Überschallflug.
- Höhere kinetische Energie zu Beginn des Luftkampfes, was u. a. die effektive Reichweite der eigenen Raketen erhöht.
- Die Reichweite von Luft-Luft- und Boden-Luft-Raketen ist winkel- und geschwindigkeitsabhängig. Eine R-77 hat eine Reichweite von 100 km frontal, aber nur 25 km in der Verfolgung. Diese Reichweiten steigen bzw. sinken, wenn das Ziel schneller fliegt. Durch geschicktes Manövrieren in einem schnelleren Flugzeug lassen sich so Schüsse auf den Gegner abgeben, während man sich durch schnelles Wenden der gegnerischen Waffenreichweite entzieht.
- Höhere Einsatzrate (d. h. Kampfeinsätze pro Zeit), da Distanzen schneller zurückgelegt werden können.
- Verzicht auf den Nachbrenner auch bei Hot-and-High-Starts, was Kraftstoff spart.
- Kritische Gebiete, in denen FlaRak-Systeme mit Hinterhalt-Taktik auf der Lauer liegen könnten, werden schneller passiert.
- Kampfflugzeuge mit höherem Trockenschub-Gewicht-Verhältnis können Kurvenkämpfe „aussitzen“, bis dem Gegner der Treibstoff ausgeht.[1][2]
- Effektivere Abfangjagd bzw. effektiveres Ausweichen gegnerischer Jäger.[1]

Obwohl im Vietnamkrieg beide Seiten Flugzeuge mit Höchstgeschwindigkeiten von Mach 2+ flogen, bewegten sich diese meist bei Mach 0,5–0,9, und nur sehr selten schneller als Mach 1,1. Der Grund dafür ist, dass diese Kampfflugzeuge bedingt durch Aerodynamik und Antrieb auf den Nachbrenner angewiesen sind, um Überschallgeschwindigkeit zu erreichen, was die Missionszeit auf wenige Minuten beschränken würde.

## Aerodynamik
Während im Unterschall fast 50 % des Luftwiderstandes auf die Oberflächenreibung, etwa 30 % auf den induzierten Luftwiderstand, etwa 10 % auf die Oberflächenrauheit, etwa 5 % auf den Wellenwiderstand und ungefähr 3 % auf den Interferenzwiderstand entfallen, ändert sich diese Zusammensetzung im Überschallflug. Hier werden ca. 35 % durch den Wellenwiderstand, jeweils 25 % durch induzierten und Reibungswiderstand sowie je 5 % durch Interferenz, Rauigkeit und Sonstiges erzeugt. Es ist deshalb naheliegend, den Wellenwiderstand zu reduzieren, was gewöhnlich durch eine stärkere Pfeilung geschieht. Definitionsgemäß gilt für die Pfeilung:
- < 35° Unterschallflugzeug
- 35° bis 50° Transsonisch optimiert mit moderaten Überschalleigenschaften
- 50° bis 60° Überschalloptimiert mit moderaten transsonischen Eigenschaften
- > 60° Überschallflugzeug

Der zweitgrößte Widerstand ist der induzierte, welcher durch eine höhere Gleitzahl im Überschall (Auftrieb zu Widerstand) reduziert werden soll. Die Gleitzahl (engl. Lift-to-Drag, L/D), welche für eine F-16, F-18, F-4B, F-111 und ähnliche im Überschall (Mach >1,2) bei etwa 4–5 liegt, muss deshalb erhöht werden. Da ein Kampfflugzeug fast nie längere Strecken geradeaus fliegt, ist dieser Parameter besonders kritisch: Ältere Kampfflugzeuge verlieren aufgrund des geringen spezifischen Leistungsüberschusses und der niedrigen Gleitzahl beim Manövrieren im Überschall viel Geschwindigkeit bzw. Energie, sodass diese schnell in den Unterschall zurückfallen. Deshalb werden militärische Supercruiser auf eine möglichst hohe Gleitzahl im Überschall optimiert. Diese hängt wiederum maßgeblich vom Widerstandsbeiwert bei Nullauftrieb im Überschall cw,0 ab. Dazu muss das Volumen des Flugzeuges auf eine möglichst große Länge verteilt werden, gemäß der Flächenregel im Überschall. Ferner wird eine geringe Tragflächenbelastung und ein dünnes Profil benötigt.

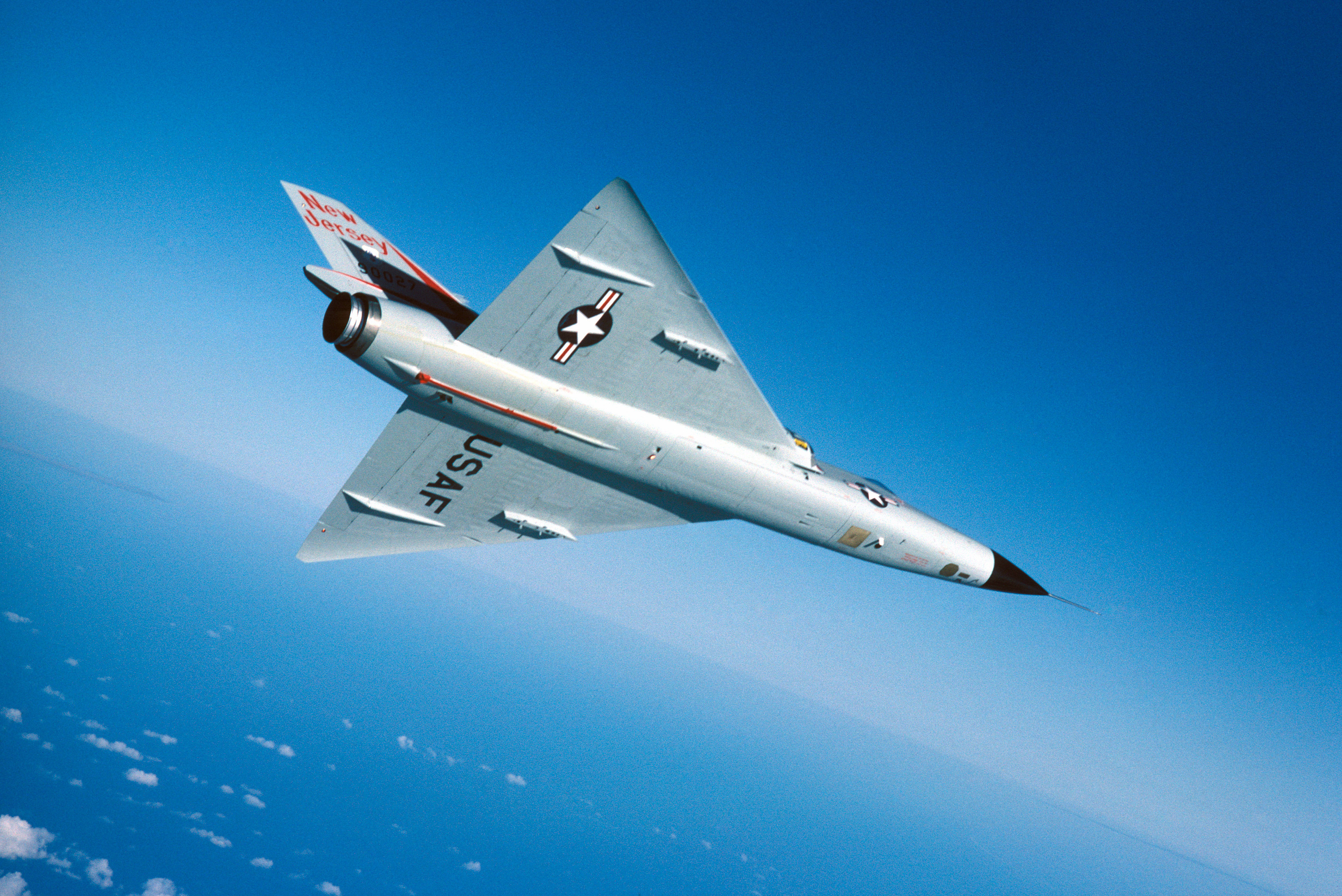
F-106: Überschalloptimiert, aber nicht sehr manövrierfähig

In der Praxis stößt das Konzept, einen Deltaflügel mit starker Pfeilung und geringer Streckung an ein nadelförmiges, flächengeregeltes Fluggerät zu bauen an seine Grenzen. Moderne Kampfflugzeuge sollen im Über- und Unterschall hochmanövrierfähig sein, mit geringen Energieverlusten für hohe dauerhafte Wenderaten. Die klassische Convair F-106 scheidet deshalb aus, obwohl deren Nachbrennerschub mit modernen Triebwerken mühelos erreicht werden könnte.
Im Unterschall hängt der Profilwiderstand proportional von der Flügelfläche ab, während der induzierte Widerstand proportional zum Quadrat der Spannweitenbelastung (W/b)² ist. Um höhere Wenderaten zu erzielen, ist also eine große Streckung erforderlich. Da die dauerhafte Wenderate im Unterschall von Schubkraft und Luftwiderstand abhängt, und letzterer beim Wenden zu 75 % vom induzierten Widerstand abhängt, ist dies ein kritischer Parameter. Im Überschall hängt die dauerhafte Wenderate von Schubkraft und Wellenwiderstand ab, welcher maßgeblich von der Flächenregel und einer geringen Streckung beeinflusst wird. Somit ergibt sich ein Zielkonflikt.
Um das Problem zu lösen, sind eine Reihe von Maßnahmen möglich: Eine instabile Auslegung kann den maximalen Auftrieb um über 20 % erhöhen. Der Trimmwiderstand im Überschallflug, etwa 10–15 % des maximalen Auftriebes, kann reduziert werden. Besonders Deltas mit ihrem eher schlechten Verhältnis von Auftrieb zu Widerstand profitieren davon, welches durch die Kombination mit Canards noch verbessert werden kann. Ferner kann durch Auftriebshilfen die Profilkrümmung im Flug manipuliert werden, um dünneren Überschallprofilen eine günstigere Polare im Unterschall zu geben. Das Umpumpen von Kraftstoff im Flug um den Trimmwiderstand zu reduzieren ist ebenfalls eine Möglichkeit. Auch kann das Cockpit besser in den Rumpf integriert werden, und auf das Seitenleitwerk verzichtet werden.

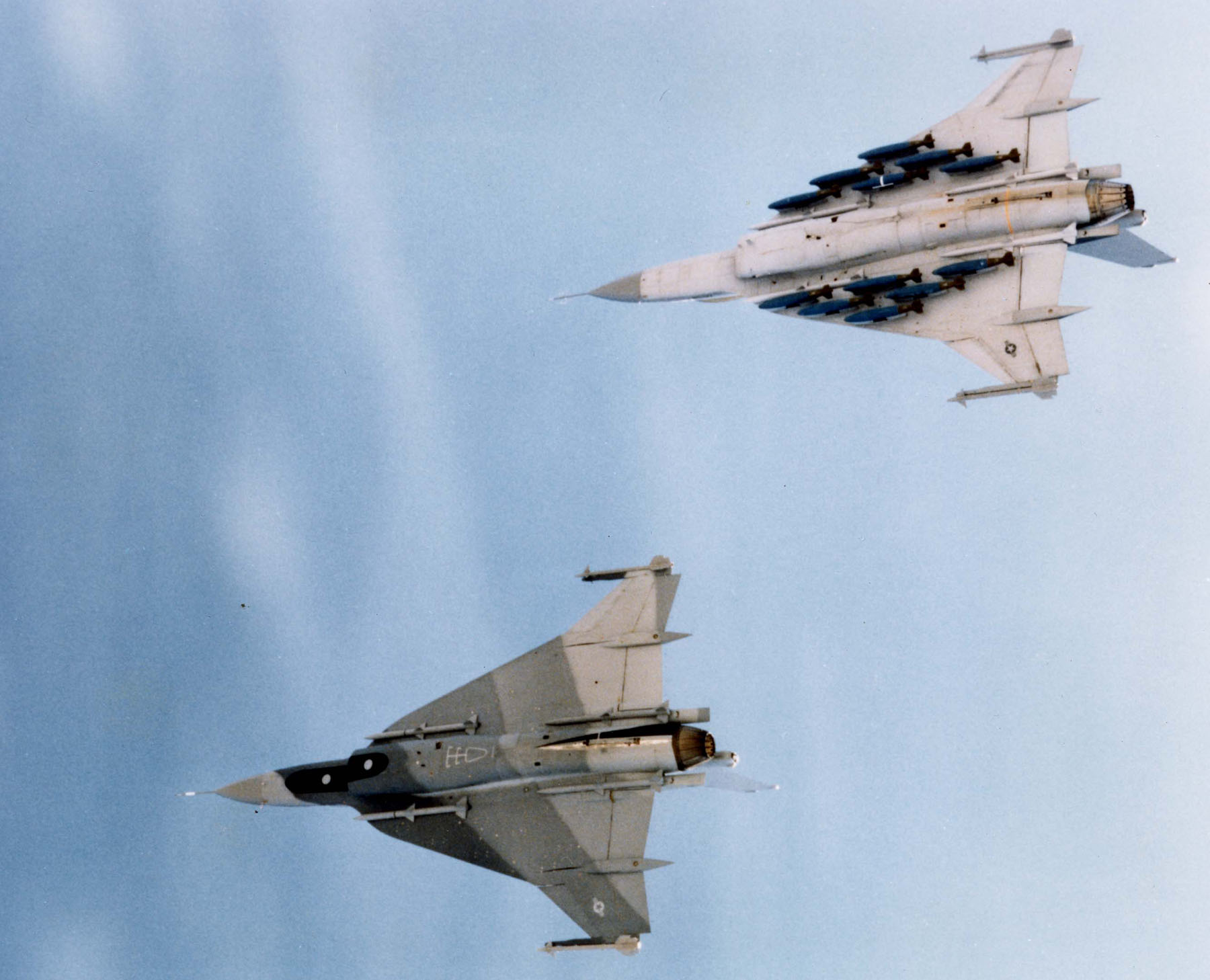
Zwei F-16XL Doppeldeltas im Flug

Die NASA startete dazu 1977 das Supersonic Cruise and Maneuver Program (SCAMP), um einen supercruise-optimierten Tragflügel zu entwickeln, was zur General Dynamics F-16XL führte. General Dynamics und NASA untersuchten dazu über 150 verschiedene Konfigurationen in mehr als 3600 Windkanalstunden, bevor die Doppeldelta-Tragfläche gewählt wurde. Die 60-m²-Tragfläche mit 70°/50° Pfeilung reduzierte Tragflächenbelastung und Wellenwiderstand deutlich, bei Mach 2,2 konnte eine Gleitzahl von über 9 erreicht werden. In Unterschall änderte sich die Gleitzahl gegenüber der F-16 nicht. Der Reibungswiderstand stieg um 22 %, die interne Kraftstoffmenge um 82 %. Der maximale Anstellwinkel erhöhte sich von 33° (22° beladen) auf 60° (50° beladen). Die 9-g-Enveloppe sollte verdoppelt werden, und weit in den Überschallbereich gehen. Da Simulationen aber Defizite in der Flugsteuerungssoftware offenlegten, wurde die Flugenveloppe der Maschine bei 7,2 g abgeregelt. Ferner wurde die Tragflächenvorderkante mit einer S-Linie an den Rumpf angebunden, um die ansteigende Instabilität bei hohen Anstellwinkeln abzuschwächen.
Andere Entwürfe wie das Experimental Aircraft Programme (EAP) sollten mit einem Doppeldelta mit 60°/40° Pfeilung an den Start gehen. Letztlich wurde bei diesem Delta-Canard-Entwurf 57°/45° umgesetzt, um die dauerhaften Wenderaten im Unterschall durch eine höhere Streckung zu verbessern. Bei den Doppeldeltas verstärkt der Tütenwirbel des inneren Deltas den Wirbel, welcher am Knick zur äußeren Tragfläche beginnt, was den induzierten Widerstand reduziert. Ferner erhöht sich durch das „fehlende Flügelstück“ die Streckung durch eine geringere Auftriebfläche, was die dauerhaften Wenderaten im Unterschall verbessern kann, sofern die steigende Tragflächenbelastung dies nicht zunichtemacht. Beim EFA wurde deshalb ein einfacher Delta mit 53° Pfeilung verwendet.
Alternative Flugzeugkonzepte, wie die ab 1977 von Grumman und der NASA entwickelte Supersonic Tactical Aircraft Configuration (STAC) sollte mit einem Deltaflügel mit einer Pfeilung von 57° eine Marschgeschwindigkeit von Mach 2 erreichen, mit einer Gleitzahl von 6. Ab 1983 war eine gepfeilte Tragfläche mit einer Supercritical Conical Camber (SC3) vorgesehen, welche mit den weit vorn liegenden Canards kombiniert werden sollte. Die SC3-Tragfläche ist über ihre Länge konisch gekrümmt, um eine superkritische Strömung an ihrer Vorderkante zu erzeugen, welche im Innenbereich unterkritisch wird. Die Tragfläche ist auf Überschallmanöver optimiert und hat eine sehr günstige Gleitzahl. Die später für die nachbrennerlose, aber trotzdem Mach-2-fähige Northrop-Dornier ND-102 gewählten Trapezflügel besitzen hingegen einen sehr geringen Reibungswiderstand. Obwohl der Wellenwiderstand hier ungünstiger ist, kann trotzdem ein geringerer Gesamtwiderstand im Überschall erreicht werden. Der Entwurf wurde später in die YF-23 überführt.

## Antrieb
Trotz des Wunsches, den Überschall-Marschflug ohne Nachverbrennung zu absolvieren, ist der Kraftstoffverbrauch im Überschallflug hoch, da eine hohe Schubkraft benötigt wird. Folglich muss eine große interne Kraftstoffmenge mitgeführt werden, um sinnvolle Einsatzradien zu ermöglichen. Dabei gilt für den Treibstoffmassenanteil:
- < 0,29 Subcruiser
- 0,29 – 0,35 Quasi-Supercruiser
- > 0,35 Supercruiser

Die Wahl der Antriebstechnik kann in einem Systemvergleich ermittelt werden. Stand der Technik ist das Jahr 2010, angestrebt werden Geschwindigkeiten bis Mach 4. Bei einem nachbrennerlosen Turbojet wird mit einer Brennkammereintrittstemperatur von 900 K und einer Turbineneintrittstemperatur von 1900 K ein maximales Druckverhältnis von 46:1 bei Mach 1,2 benötigt, um den optimalen Verbrauchswert von 30 g/kNs zu erreichen. Das benötigte Druckverhältnis im Verdichter sinkt mit steigender Geschwindigkeit durch den Einlauf rasch ab, da die Brennkammereintrittstemperatur mangels Kühlmöglichkeit limitiert ist. Eine Höchstgeschwindigkeit von knapp unter Mach 4 mit 48 g/kNs wird erreicht. Der spezifische Schub sinkt dabei auf −39 %, während der Verbrauch auf +67 % steigt. Da das Druckverhältnis im Verdichter über Mach 3 bei unter 4:1 liegt, ist der „trockene“ Turbojet als Antrieb über Mach 3 ineffizient.
Wird ein Turbojet mit Nachverbrennung kombiniert, und eine Düseneintrittstemperatur von 2000 K angenommen, werden folgende Werte errechnet: Obwohl der Nachbrenner ineffizient verbrennt, werden bei Mach 1,2 etwa +38 % spezifische Schubsteigerung bei +40 % spezifischem Kraftstoffverbrauch ermittelt. Die Effizienz des Nachbrenners steigt mit zunehmender Fluggeschwindigkeit; bei etwa Mach 4 werden +25 % Schub bei +6 % Verbrauch erreicht. Die Ursache liegt in der höheren Turbinenaustrittstemperatur.
Staustrahltriebwerke scheiden aus, da diese quasi einen Nachbrenner ohne Gasturbine darstellen, mit ineffizienter Verbrennung. Bei Mach 4 wird zwar der spezifische Schub des Turbojets mit Nachverbrennung erreicht, allerdings ist der spezifische Verbrauch mit 58 g/kNs höher als beim Turbojet mit Nachverbrennung, welcher nur 50 g/kNs erreicht. Bei langsameren Geschwindigkeiten fällt das Missverhältnis noch drastischer aus. Staustrahltriebwerke als Antrieb für zukünftige Kampfflugzeuge sind deshalb eine Hollywood-Phantasie. Im Experimentalbereich gibt und gab es jedoch Luftfahrzeuge mit Staustrahltriebwerken, die weit über Mach 4 schaffen, jedoch zum Beispiel nicht aus eigener Kraft starten können wie die Boeing X-43.
Turbofans ohne Nachverbrennung mit einem Nebenstrom von 0,1 bis 1 erreichen geringere spezifische Verbräuche, der Unterschied ist allerdings geschwindigkeitsabhängig. Je höher die Machzahl, desto geringer der Einfluss des Nebenstromverhältnisses. Bei einem Nebenstromverhältnis von 1:1 liegt das optimale Gesamtdruckverhältnis des Fans bei Mach 1,2 bei 5:1, und bei einer Höchstgeschwindigkeit von Mach 3,6 bei fast 1:1. Verglichen mit dem Turbojet ohne Nachverbrennung fällt der spezifische Schub bei Mach 1,2 etwa −40 % geringer aus, bei nur −17 % Verbrauchsreduzierung. Bei Mach 3,6 beträgt der Verbrauchsvorteil gegenüber den Turbojet nur noch −2,5 %, allerdings fällt der Schub −49 % geringer aus. Ein Turbofantriebwerk ohne Nachverbrennung mit einem Nebenstromverhältnis von 1:1 ist deshalb für den Überschallflug ungünstig.

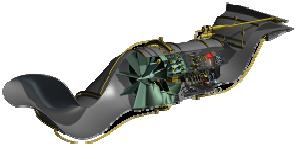
Konzept des ADVENT-Triebwerks

Wird das oben genannte Turbofantriebwerk mit einem Nachbrenner kombiniert, fällt der spezifische Schub bei Mach 1,2 geringer als beim Turbojet mit Nachbrenner aus, bei hohen Machzahlen ist der Unterschied vernachlässigbar. Der Verbrauch liegt stets über dem Turbojet mit Nachbrenner, da die Nachbrennereintrittstemperatur geringer ist, und somit mehr Wärme/Kraftstoff im ineffizienten Nachbrenner zugeführt werden muss.
In der Theorie ist also ein Turbojet (mit Nachverbrennung) die beste Lösung. Allerdings muss das Triebwerk eines supercruising fighters auch im Unterschall Höchstleistungen aufweisen und nicht nur im Überschall glänzen, ähnlich wie die Aerodynamik. In der Praxis wird deshalb ein Turbofantriebwerk (mit Nachverbrennung) gewählt um den spezifischen Verbrauch im Unterschall zu reduzieren, allerdings mit sehr kleinem Nebenstromverhältnis. Langfristiges Ziel sind deshalb Triebwerke mit variablem Nebenstromverhältnis, welche den Nebenstrom im Überschall auf fast Null reduzieren, und im Unterschall maximieren können. Beispielhaft dafür ist das AL-41F der MiG-MFI oder das General Electric YF120.
Kritische Technologien sind ebenfalls Einläufe, welche bei den gewünschten Machzahlen einen möglichst hohen Totaldruckrückgewinn aufweisen sollten, und konvergent-divergente Düsen. Militärische Forschungsprogramme wie Integrated High Performance Turbine Engine Technology (IHPTET), welche Antriebssysteme für Marschgeschwindigkeiten von Mach 3+ hervorbringen möchten, streben auch nach einer Erhöhung des Schub-Gewicht-Verhältnisses auf 20:1 für das Triebwerk, um das Schub-Gewicht-Verhältnis des Kampfflugzeuges zu verbessern. Dazu werden leichtere Werkstoffe und höhere Turbineneintrittstemperaturen erforscht. Programme wie ADaptive Versatile ENgine Technology (ADVENT) sollen variable Nebenstromverhältnisse und eine bessere Integration von Nachbrenner und Düse in die Flugzeugzelle erforschen.

## Systembetrachtungen
Heutige Supercruiser können nur kurze Strecken im Überschall-Marschflug zurücklegen. Bei einer Marschgeschwindigkeit von etwa 1800 km/h (Mach 1,8) beträgt die totale Reichweite etwa 800 km. Bei der Operation Allied Force betrug die Distanz vom Militärflugplatz Gioia del Colle nach Belgrad etwa 530 km Luftlinie. Konzeptionell sind hier folgende Varianten möglich:
1. Unterschallflug mit Abwurftanks und Waffen zum Ziel, Abwurf derselben vor Ort, und Überschallflug nach Hause. Bei schweren externen Waffenlasten die beste Lösung. Die Penetration kann im Unterschall erfolgen. Durch den Waffeneinsatz werden Abfangjäger alarmiert, welchen so entflohen werden kann.
2. Unterschallflug mit Abwurftanks oder Überschallflug mit Luftbetankung über der Adria, Überschallflug zum Ziel und zurück, Luftbetankung über der Adria, Überschallflug nach Hause. Nur mit leichter externer Bewaffnung bzw. internen Lasten. Hohe Einsatzraten; das feindliche Gebiet wird im dauerhaften Überschallflug überflogen, was die Luftverteidigung des Gegners erschwert.
3. Unterschallflug mit Abwurftanks zum Ziel und zurück, die Tanks werden abgeworfen, wenn sie leer sind oder das Flugzeug bessere Flugleistungen benötigt. Einsatzprofil wie ein Subcruiser, die Supercruisefähigkeit wird nur nach Bedarf genutzt. Die meisten Missionen werden nach diesem Schema ablaufen, da Kampfflugzeuge meist für CAPs oder als Bombenlaster eingesetzt werden.

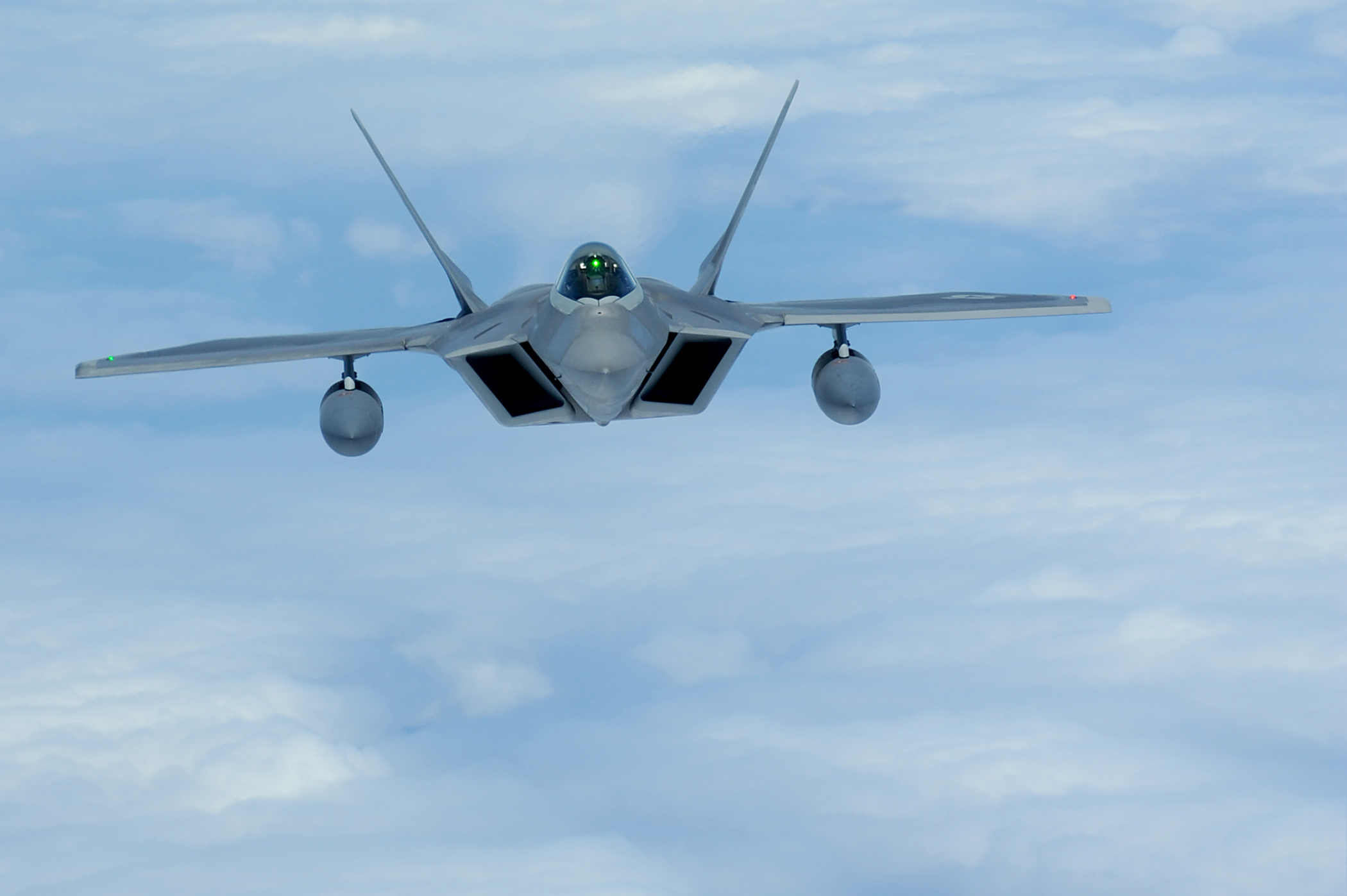
Raptor mit externen Tanks

Wie ersichtlich, ist das Problem der zu geringe Treibstoffmassenanteil der Maschinen. Besonders bei (2) wird die Dauerbetankung zum Problem, wenn der Gegner in die Offensive geht. Eine hypothetische Variante, die gesamte Distanz zum Ziel mit leichter Beladung im Überschall zurückzulegen, scheitert am fehlenden Treibstoff für den Rückflug. Der Überschallflug mit externen Tanks mag zwar möglich sein, ist aber extrem ineffizient: Im Unterschall steht nur etwa die Hälfte des Inhalts zur Erhöhung der Reichweite zur Verfügung, der restliche Treibstoff wird zur Überwindung des höheren Luftwiderstands des Flugzeugs verbraucht. Für den Überschall gibt es keine Faustregel, allerdings dürfte das Missverhältnis noch ungünstiger ausfallen. Bei einem „korrekten“ Treibstoffmassenanteil von 0,35 oder höher müssten Typhoon oder Raptor mindestens 6 bzw. 10,7 t an Kraftstoff intern tragen. Der Eurofighter wird noch die Möglichkeit erhalten, Conformal Fuel Tanks 
(CFT) mit etwa 2000 kg Kraftstoff am Rumpf zu führen. Unter der Annahme, dass 72 kN Trockenschub pro Triebwerk den Zusatzwiderstand der CFTs kompensieren kann, beträgt die Ausdauer:
(2000 kg + 5000 kg)/(2 × 72 kN × 0,0222 kg/kNs × 60 s) = 36 min
Ohne Außenlasten ergäbe sich so bei einer Marschgeschwindigkeit von etwa 1800 km/h (Mach 1,8) eine maximale Flugstrecke von etwa 1100 km. Reduzieren Außenlasten die Geschwindigkeit auf 1400 km/h (Mach 1,4), sinkt die Flugstrecke auf 840 km. Interessant ist in diesem Zusammenhang, dass weder die Entwürfe der US Air Force noch die von Grumman und der NASA, oder das explizit auf Supercruise entwickelte ND-102 über Waffenschächte verfügten. Auch die ATF-Entwürfe hatten keine, bevor die Stealth-Anforderungen verschärft wurden. Gründe dafür werden keine aufgeführt. Denkbar ist aber, dass darauf verzichtet wurde, weil die Mehrzahl der im Luftkrieg eingesetzten Waffen 500-Pfund-Bomben oder AGM-88 HARM sind. Allein von letzterer wurden im Zweiten Golfkrieg über 2000 Stück abgefeuert. Um eine akzeptable Menge dieser Waffen intern mitzuführen, wäre ein sehr großer Waffenschacht erforderlich, was für agile Kampfflugzeuge nicht praktikabel ist. Auch ist der Geschwindigkeitsverlust durch Luft-Luft-Waffen gering: So erreicht eine F-4E mit 4 × AIM-7 bis zu Mach 2, statt Mach 2,2 ohne Waffen. Eine F-15A/C erreicht mit 4 × AIM-9, 4 × AIM-7 und einem Objekt am Unterrumpf Mach 1,8 statt Mach 2,5. Durch rumpfkonforme Waffenhalterungen oder fixe Startschienen kann der Anstieg des Luftwiderstandes gegenüber einem unbewaffneten Flugzeug stark reduziert werden. Der Rückflug zur Basis, immerhin die Hälfte der Flugstrecke, erfolgt sowieso praktisch unbewaffnet.

## Flugzeuge

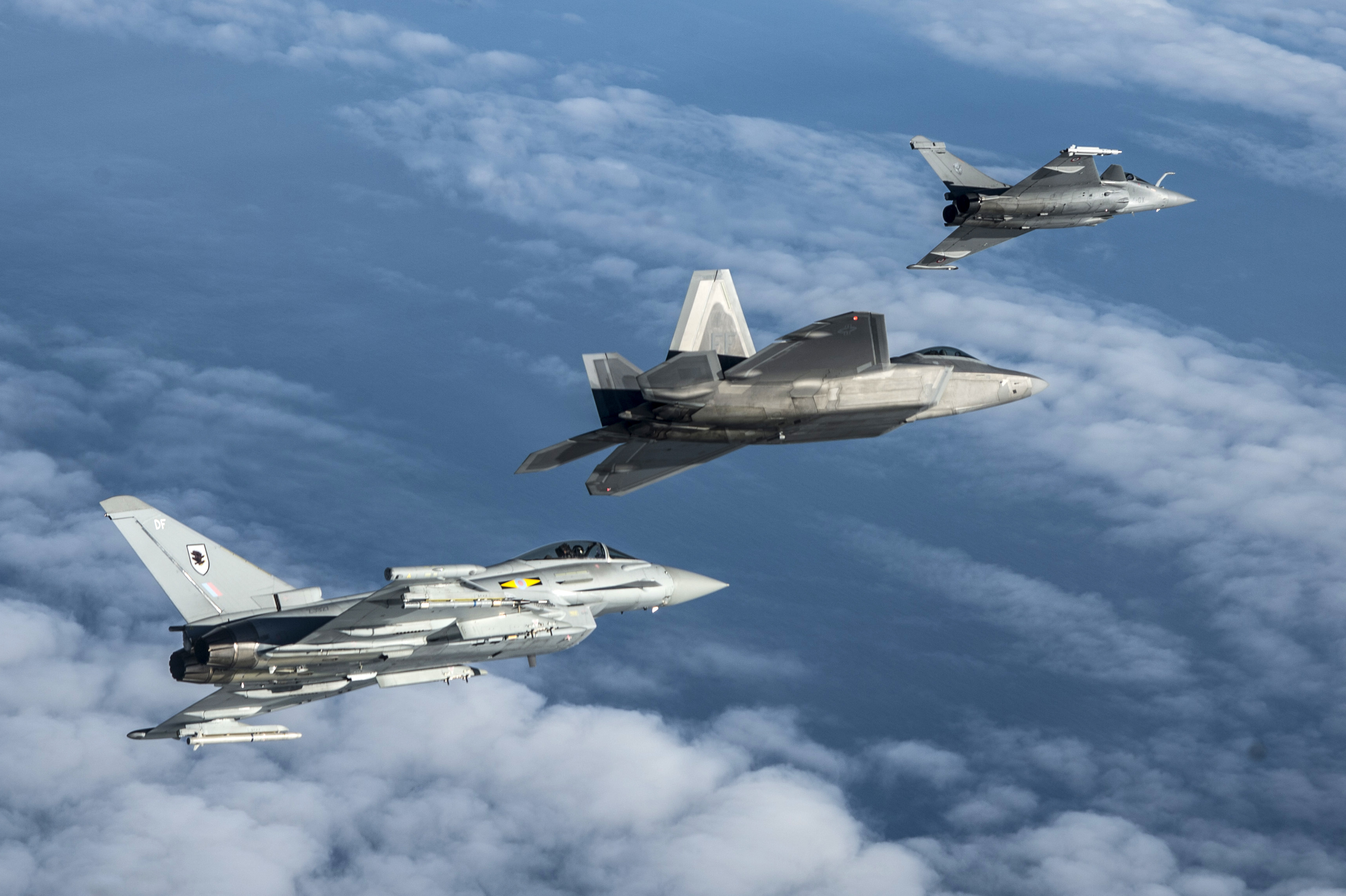
Eurofighter, Raptor und Rafale

Neben den zivilen Flugzeugen Concorde und Tupolew Tu-144 können folgende Kampfflugzeuge über einen längeren Zeitraum im Überschallbereich ohne Nachbrenner fliegen:
- Dassault Rafale – bis Mach 1,4, nur Demonstrator mit einem überschalloptimierten Zusatztank,
- General Dynamics F-16 – nur mit F110-Triebwerk, nur Sondermodelle F-16N und F-16XL (ausgemustert),
- Saab JAS 39 Gripen – bis Mach 1,2, nur die NG-Varianten mit F414G-Triebwerk (seit 2021),
- Eurofighter Typhoon – bis Mach 1,2, ohne Außenlasten bis Mach 1,5,
- Lockheed Martin F-22 Raptor – bis Mach 1,2 (bodennah), bis Mach 1,5 (Gipfelhöhe), bis Mach 1,8 (optimal),
- Suchoi Su-35 – bis Mach 1,1 bei allerdings hohem Kraftstoffverbrauch,
- Suchoi Su-57 – bis Mach 1,3 (in der Spezifikation höher, aber Isdelije-30-Triebwerk noch nicht verfügbar).